# سالومون آگوست آندره
سالومون آگوست آندره (Salomon August Andrée) (متولد ۱۸ اکتبر ۱۸۵۴ در گراننا، اسملاند – درگذشت اکتبر ۱۸۹۷ در کویتویای شمالگان نروژ)، که اغلب او را به‌نام اِس. اِی آندره (S. A. Andrée) می‌شناختند، یک مهندس، فیزیک‌دان، هوانورد و کاوشگر قطب اهل سوئد بود. آندره در حین تلاش برای رهبری یک سفر برای رسیدن به قطب شمال جغرافیایی با بالون هیدروژنی درگذشت. سفر بالون در رسیدن به قطب ناموفق بود و منجر به کشته شدن هر سه نفر از شرکت‌کنندگان آن شد.

## اوایل زندگی و تأثیرات
آندره در شهر کوچکی به نام گراننا در سوئد به دنیا آمد. او با مادرش، به‌خصوص پس از مرگ پدرش در سال ۱۸۷۰، رابطه بسیار نزدیکی داشت. آندره پس از تحصیل در مؤسسه سلطنتی فناوری در استکهلم، سال ۱۸۷۴ در رشته مهندسی مکانیک فارغ‌التحصیل شد. وی در سال ۱۸۷۶ به نمایشگاه سده در فیلادلفیا رفت و در آنجا به عنوان خدمتگار در غرفه سوئدی مشغول به کار شد. آندره در طول سفر خود به ایالات متحده کتابی در مورد بادهای تجارتی خواند و با هوانورد آمریکایی، جان وایز، ملاقات کرد. این آشنایی‌ها زمینه علاقه همیشگی او به سفر با بالون را فراهم کرد. آندره به سوئدی بازگشت و یک مغازه ماشین فروشی افتتاح نمود و الی سال ۱۸۸۰ در آنجا کار کرد. وی در این حرفه موفق نبود و به زودی پشت شغل دیگری رفت.
از سال ۱۸۸۰ الی ۱۸۸۲، او معاون مؤسسه سلطنتی فناوری بود و در ۱۸۸۲–۱۸۸۳ در یک سفر علمی سوئدیی به اسپیتسبرگ شرکت کرد. این سفر به رهبری نیلز اکهلم صورت گرفت و آندره مسئول مشاهدات مربوط به تولید برق از باد بود. آندره از سال ۱۸۸۵ الی پایان عمرش در اداره ثبت اختراعات سوئدی کار می‌کرد. او همچنین از سال ۱۸۹۱ الی ۱۸۹۴ یکی از اعضای لیبرال شورای شهر استکهلم بود. آندره به عنوان یک دانشمند، در مورد الکتریسیته هوا، هدایت گرما و اختراعات مجلات علمی منتشر کرد. او که دوست صمیمی یوناس پاتریک لیونگستروم بود، سهم مهمی در آموزش پسران او، بیرگر و فردریک لیونگستروم داشت.
نگاه او به زندگی بر اساس علوم طبیعی بود و هیچ علاقه‌ای به هنر یا ادبیات نداشت. آندره به توسعه صنعتی و تکنیکی معتقد بود و تأکید می‌کرد که حقوق زنان در نتیجه پیشرفت تکنیکی به‌دست می‌آید.

## سفر اکتشافی به قطب شمال
پروژه اکتشاف قطبی او که از سوی آکادمی سلطنتی علوم سوئدی و افرادی مانند پادشاه اسکار دوم و آلفرد نوبل حمایت و تأمین مالی می‌شد، مورد توجه بسیاری قرار گرفت و به عنوان یک طرح جسورانه و میهن پرستانه معرفی شد. به منظور شروع سفر قطب شمال، اولین تلاش برای هوا کردن بالون اورنن (عقاب) در تابستان ۱۸۹۶ در جزیره دانِس واقع در غرب مجمع الجزایر سوالبارد انجام شد. اما بادها مانع شروع سفر شدند. آندره در ۱۱ ژوئیه ۱۸۹۷ مجدداً تلاش کرد تا بالون را هوا کند. او همراه با مهندس کنوت فرنکل و عکاسی به‌نام نیلز استریندبرگ (نوه برادر آگوست استریندبرگ، نمایش‌نامه‌نویس) بالون را هوا کردند و این بالون به مدت ۶۵ ساعت حرکت کرد. با این حال، این پرواز از نوع هدایت شده نبود. در هنگام بلند شدن، از مجموع سه طناب لغزشی متصل به محفظه بالون، دو طناب پاره شدند. قرار بود این طناب‌ها روی یخ قلاب شوند و لذا به عنوان نوعی سکان عمل کنند (این مورد توسط خدمه زمینی مشاهده شد). آنها ده ساعت پس از بلند شدن، در بادهای شدید ناشی از طوفانی که در ناحیه در جریان بود، گرفتار شدند. وزش بادهای شدید ادامه پیدا کرد و همراه با باران، باعث ایجاد یخ روی بالون شد و از ادامه پرواز جلوگیری کرد. به احتمال زیاد آندره قبل از پایان پرواز، فهمیده بود که هرگز به قطب نزدیک نخواهند شد.
به همین دلایل، آنها به اجبار روی یخ فرود آمدند. این یک فرود نیمه کنترل شده بود و به سقوط منجر نشد. آنها ۲۹۵ مایل (۴۷۵ کیلومتر) را طی کرده بودند و در توده یخ گرفتار شده بودند. این سفر برای حرکت روی یخ (سه سورتمه و یک قایق) تجهیز شده و تدارکات برای سه ماه در نظر گرفته شده بودند. همچنین سه منبع در شمال سوالبارد و یکی در سرزمین فرانتس یوزف وجود داشت. آنها به سمت شرق و سرزمین فرانتس یوزف حرکت کردند، اما پس از یک هفته به دلیل جریاناتی که توده یخ را به حرکت درآورده بود، به سمت غرب حرکت کردند. آنها سپس به سمت شمال سوالبارد تغییر جهت دادند. سرعت حرکت آنها به‌خاطر رانش یخ و سطح ناهموار یخ‌ها کم شد. این سه نفر مجبور بودند خودشان سورتمه‌ها را بکشند و علی‌رغم ذخایر غذایی خوب که شکار خرس‌های قطبی هم به ذخایر غذایشان اضافه شده بود، تلاش‌ها برای حرکت روی یخ ناهموار و متحرک، آنها را خسته کرد.
آنها در اوایل اکتبر، پس از بیش از دو ماه حرکت روی یخ، به خشکی رسیدند و درست در شرق سوالبارد وارد کویتویا (جزیره سفید) شدند. احتمالاً آنها دو هفته پس از فرود، در آنجا تلف شدند. اکثر نویسندگان مدرن موافقند که نیلز استریندبرگ یک هفته پس از رسیدن درگذشته است: او را در میان صخره‌ها دفن کردند (اگرچه هیچ نشانی روی قبر او گذاشته نشد) و جسد دو مرد دیگر نیز بعدتر در خیمه پیدا شد.
ثبت خاطرات و مشاهدات تنها چند روز پس از رسیدن آنها به کویتویا متوقف می‌شود. تا آن زمان این سه نفر حتی در شرایط سخت نیز مشاهدات خود را ثبت می‌کردند؛ لذا به نظر می‌رسد که پس از چند روز اتفاق مهمی رخ داده و این احتمال وجود دارد که استریندبرگ در این زمان فوت کرده باشد. علت مرگ وی مشخص نشده‌است. بسیار بعید است که او خودکشی کرده باشد (این کار با تریاک امکان‌پذیر بود). تا آن زمان بدون شک هر سه متوجه شده بودند که زنده نخواهند ماند. صرف نظر از هر احساسی که استریندبرگ به نتیجه این سفر داشته، تقریباً مشخص است که او گزینه خودکشی را خیانت به همسفران خود می‌دانست.
یادداشت‌های خاطرات سفر نشان می‌دهد که هر سه مرد در طول سفر بر روی یخ دریا، گاهی اوقات دچار مشکلات گوارشی، بیماری و خستگی می‌شدند. علت نهایی مرگ، احتمالاً مربوط به خوردن گوشت خرس قطبی است که حاوی انگل تریچینلا می‌باشد. انگل تریچینلا در بقایای جسد یک خرس قطبی که در محل توسط دکتر دانمارکی، ارنست تراید، مورد بررسی قرار گرفت، یافت شد. این نتیجه‌گیری در کتابی به‌نام «مردگان در جزیره سفید» در سال ۱۹۵۲ منتشر شد. شکی نیست که این سه نفر در طول سفر خود آلوده شده‌اند، اما بازه زمانی دقیق آن مشخص نیست (و این مهم است؛ زیرا انسان معمولاً در صورت زنده ماندن از موج اول عفونت، نسبت به تریکینوز مصونیت پیدا می‌کند). وقتی آنها به جزیره سفید رسیدند، به اسهال مکرر مصاب شده بودند. یک نشانه قابل قبول برای این موضوع این است که برخی از آذوقه‌هایی که آنها به ساحل آورده‌اند (مشخصاً پس از چند روز حرکت به سمت غرب) تخلیه و در نزدیکی آب رها شده و به مکان امن‌تری نزدیک کمپ منتقل نشده‌است.
در مقابل، ویله‌جالموراستفانسون کاشف قطب شمال در کتاب خود به‌نام «اسرار حل‌نشده قطب شمال» این نظریه را مطرح کرد که نیلز استریندبرگ احتمالاً در حین تعقیب یک خرس قطبی به‌خاطر غرق شدن جان خود را از دست داده‌است. وی معتقد است که آندره و فرنکل نیز از تجمع مونوکسید کربن ناشی از سوختن اجاق خراب در هنگام پخت و پز در خیمه خود چادر خفگی شده‌اند. برای توضیحِ تجمع گاز متصاعد شده از اجاق خراب، استفانسون به تجربه خود در مورد اجاق‌های خراب اشاره کرد و گفت که برای کار کردن، باید به‌طور مداوم این اجاق‌ها را پکه کنید. به نظر او آنها امید خود را برای بازگشت از دست نداده بودند، اما اشتباهات زیادی مرتکب شده بودند و اگر در آن زمان از بین نمی‌رفتند، به‌خاطر چیز دیگری جان خود را از دست می‌دادند.

## عواقب
تا زمان پیدا شدن آخرین محل کمپ آندره در سال ۱۹۳۰، علت ناکام ماندن این سفر موضوع افسانه‌ها و شایعات بود. در سال ۱۸۹۸، یعنی یازده ماه پس از اینکه آندره برای اولین بار جزیره سفید (یا به گفته او ایسلند جدید) را مشاهده کرد، یک تیم کاوش قطبیِ سوئدی به رهبری آ. جی ناترست در فاصله ۱ کیلومتری از کمپ در حال عبور از ساحل بود، اما شرایط آب و هوایی مانع از رسیدن آنها به ساحل شد. در همین زمان آنها متوجه شدند که طوفان شدیدی در حال وقوع است و خطوط هدایتی در حین حرکت گم شده‌است. پیش از سال ۱۹۳۰، کاوشگران باتجربه قطبی حدس می‌زنند که نمی‌توانند این سفر را پیش ببرند و احتمالاً مجبور می‌شوند روی یخ فرود بیایند. سرانجام در سال ۱۹۳۰ بقایای این سه مرد در سفر براتواگ نروژی پیدا شد، اما بقایای انتقال داده شده تنها شامل دو جسد است. یک ماه بعد کشتی اِم/کا ایسبیورن که توسط یک روزنامه کرایه شده بود، یافته‌های دیگر از جمله جسد سوم را نیز پیدا کرد. دفترچه یادداشت، دفتر خاطرات، نگاتیوهای عکاسی، قایق و بسیاری از ظروف و اشیاء دیگر کشف شد. بازگرداندن اجساد آندره و همکارانش استریندبرگ و فرنکل به کشور یک رویداد مهم بود. مراسم تشییع جنازه باشکوهی برای این سه کاشف برگزار شد و پادشاه گوستاف پنجم نیز در آن سخنرانی کرد. پیکر هر سه کاشف سوزانده شد و خاکستر آنها در گورستان نورا بگراونینگ اسپلاتسن در استکهلم دفن گردید.

## ارزیابی‌های مدرن
در اوایل دهه ۱۹۶۰ جایگاه آندره به عنوان یک قهرمان ملی زیر سؤال رفت و دیدگاه سردتر و بدبینانه‌تری نسبت به او حاکم شد. این رویکرد بی شباهت به ارزیابی تغییریافته نسبت به سفر قطب جنوب رابرت فالکون اسکات نیست. ارزیابی‌های مدرن استدلال می‌کنند که این سفر به‌طور قطع محکوم به شکست بوده؛ زیرا آندره آشکارا از کسب اطلاعات دربارهٔ امکان‌پذیر بودن این سفر خودداری کرده‌است (و همچنین آندره تجربه بسیار کمی در پرواز با بالون‌های بزرگ داشته که هیچ‌کدام در شرایط قطب شمال نبوده‌است). آندره در عصر خود با احساسات ملی بازی کرده و باعث شد خودش و دو همراهش به‌سادگی جان خود را از دست بدهند. چندین نویسنده مدرن، به دنبال پرتره آندره پر اولوف ساندمن در رمان نیمه مستند پرواز عقاب (Ingenjör Andrées luftfärd، ۱۹۶۷)، حدس می‌زنند که آندره، در زمان عزیمت به سوالبارد در سال ۱۸۹۷، شرمنده کمپین مالی موفق و احساسات ملی شده بود و دیگر قادر به عقب‌نشینی یا اعتراف به وجود ضعف در برنامه‌ها در مقابل مطبوعات نبود.

## میراث
کاشف سوئدی قطب شمال، آ. جی ناترست، ناحیه‌ای در گرینلند را به نام او آندره لند نام‌گذاری کرد.
جووانی پاسکولی، شاعر ایتالیایی، شعری دربارهٔ سفر و مرگ آندره سروده‌است.
کمپوزر آمریکایی، دومینیک آرجنتو، در چرخه شعر The Andrée Expedition که برای باریتون سوئدی هاکان هاگگارد نوشته، از نوشته‌های آندره استفاده کرده‌است.
ادوارد گیمونتِ مورخ گفته‌است که کشف بقایای این سفر در سال ۱۹۳۰ بر اچ پی لاوکرافت در نوشتن کتاب «در کوه‌های جنون» تأثیر گذاشت.
یان ترول فیلمساز سوئدی، در سال ۱۹۸۲ فیلمی را بر اساس کتاب ساندمن به‌نام «پرواز عقاب» کارگردانی کرد.
در سال ۲۰۱۰، گروه راک آمریکایی برینز اِسکیپ یک آلبوم مفهومی هفت آهنگی با الهام از ماجراهای آندره با عنوان «سفر: گزارشی از اکسپدیشن قطب شمال اِس. اِی آندره در سال ۱۸۹۷» تهیه کردند.
رمان «ستاره استریندبرگ» نوشته یان والنتین نویسنده سوئدی در سال ۲۰۱۰ حول محور داستان این سفر می‌چرخد. بر اساس گزارش‌ها، کاوش‌کنندگان دو اثر باستانی پیدا کردند که دریچه‌ای را به دنیای اموات نورس باز کرد و زنجیره‌ای از رویدادها را آغاز کرد که هر دو جنگ جهانی و عصر مدرن را با اسطوره‌های باستانی نورس مرتبط می‌کرد.
در سال ۲۰۱۲، گروه کُر انگلیسی گرینلند آهنگ «ریندیر ۱۸۹۷» را در آلبوم خرد خود به‌نام «اینجا هستیم، مانند ارواح در این اطراف سرگردانیم» قرار دادند و در آن از داستان سفر آندره الهام گرفته‌اند.
در سال ۲۰۱۳، شرکت تئاتر بریتانیا/نروژ به‌نام «نیو اینترنشنال اِنکانتر» (NIE) نمایش داستان بالون یخی را با همکاری مشترک «نورث وال آکسفورد» و «کی تئاتر» تولید کرد. «نورث نورث نورث» در ۹ می ۲۰۱۳ در تئاتر کی در پیتربورو، در سراسر بریتانیا و به‌طور بین‌المللی به نمایش درآمد.
در سال ۲۰۱۳ بئا اوسما نویسنده سوئدی، رمان «Expeditionen: min kärlekshistoria» را منتشر کرد و در آن داستان را به عنوان عشق استریندبرگ به نامزدش، آنا چارلیه، بازگو کرد.

## ارجاعات
1. ↑  Wilkinson, Alec. "The Ice Balloon", The New Yorker. April 19, 2010. p39.
2. ↑  Fredrik Ljungström 1875-1964 - Uppfinnare och inspiratör (1999), Olof Ljungström
3. ↑  "Lesson Learned: Don't Fly To North Pole In A Balloon". NPR. Retrieved 2012-01-21.
4. ↑  Per-Johan Östberg, Tolkning, förståelse, vetande (Interpretation; understanding, knowledge), Stockholm 1979, p.116 - the book makes a long and rigorous analysis of the written and physical traces of the Andrée expedition and how these may be harnessed in rational interpretation of the course of the journey.
5. ↑  This assessment is discussed in several contexts in Vår position är ej synnerligen god... by Andrée specialist Sven Lundström, curator of the Andreexpedition Polarcenter بایگانی‌شده  در ۲۰۰۶-۰۱-۰۹ توسط Wayback Machine in Gränna, Sweden (see for example p. 131) and it is also a key underpinning of P-O. Sundman's two books, Ingenjör Andrées luftfärd and Ingen fruktan, intet hopp
6. ↑  See Kjellström, p. 45, and Lundström, pp. 69–73.
7. ↑  "Catalogue of place names in northern East Greenland". Geological Survey of Denmark. Archived from the original on 13 May 2020. Retrieved 7 July 2016.
8. ↑  "Odi e Inni". Archived from the original on 2012-03-31.
9. ↑  "The expedition".
10. ↑  Edward Guimont, "An Arctic Mystery: The Lovecraftian North Pole", in Lovecraft Annual 14, ed. S. T. Joshi (New York: Hippocampus Press, 2020), 148-51.
11. ↑  "The Journey: An Account of S. A. Andrée's Arctic Expedition of 1897". The Journey. Brian's Escape. Archived from the original on 28 March 2012. Retrieved 25 July 2011.
12. ↑  "Here we are, wandering around like ghosts".